# Tephritis rasa
Tephritis rasa är en tvåvingeart som beskrevs av Seguy 1934. Tephritis rasa ingår i släktet Tephritis och familjen borrflugor.
Artens utbredningsområde är Frankrike. Inga underarter finns listade i Catalogue of Life.